# Casa de Bruce

Casa de Bruce (în scoțiană: Clann Brus) a fost un clan Scoțian din Kincardine, Scoția. A fost o casă regală în secolul al XIV-lea, care a oferit doi regi pentru tronul Scoției.

## Originea
Prenumele de Bruce vine din limba franceză de Brus sau de Bruis, derivat din ținuturile numite acum Brix, situate între Cherbourg și Valognes în Normandia, Franța. Primul din această familie în Marea Britanie a fost Robert Brus, primul Lord de Annandale, care a venit în Anglia cu regele Henric I, după victoria sa în Bătălia de la Tinchebray, din 1106. I s-au oferit 80 de conace în Yorkshire iar mai târziu, alte 13 conace în jurul regiunii Skelton. El a primit domnia regiunii Annandale de la regele David I al Scoției, la scurt timp după aderarea sa în 1124. Robert a fondat Gisborough Priory. Se spunea că strămoșul familiei, Robert de Brus, un cavaler din Normandia, a venit în Anglia cu William Cuceritorul, în 1066. Totuși, acest lucru a fost o invenție luată din listele medievale total nesigure, ale celor care au luptat la Hastings. Atât liniile engleze cât și cele scoțiene coboară din Robert Brus, primul Lord de Annandale, care a venit în Anglia în 1106.
Robert Brus a fost însoțitorul de arme al Prințului David I al Scoției. În 1124, el l-a urmat pe David în nord pentru a-și revendica împărăția. Atunci când a inzbucnit un război civil în Anglia, între împărăteasa Matilda și vărul ei, Ștefan, David a condus o armată în Anglia. Cu toate acestea, Brus nu l-a urmat pe regele său ci s-a alăturat englezilor în Bătălia de la Standarda, în 1138, și-a luat ca prizonier pe propriul său fiu, care era stăpânul terenurilor din Annandale. Robert Brus, a murit pe 11 mai 1141 și a fost îngropat la Gysburn.
În continuarea liniei masculine, un alt Robert Brus s-a căsătorit cu Isabela, nepoata regelui William I al Scoției (William Leul). El a fost succedat de fratele său, William, care la rândul său a murit în 1215, fiind succedat de fiul său, Robert Brus, care se căsătorise cu Isabela, fiica contelui de Huntingdon, fratele lui William Leul.

## Fondarea liniei regale
Fondarea liniei regale a membrilor Brus a lua formă în 1219, când Robert Brus, al patrulea Lord de Annandale, s-a căsătorit cu Isabela de Huntingdon, fiica lui David al Scoției, al VIII-lea Conte de Huntingdon și nepoata lui William Leul. Uniunea le-a adus amândurora mari bogății, adăugând terenuri atât în Anglia cât și în Scoția. Fiul lor, Robert Bruce, al V-lea Lord de Annandale, cunoscut sub numele de Concurentul, deținea mai multă putere pentru a pretinde tronul. La moartea lui Alexandru al III-lea al Scoției, atât Bruce cât și John Balliol au pretins tronul. Margareta, nepoata lui Alexandru, a fost numită în calitate de moștenitoare, cu toate acestea, ea a murit în 1290, în călătoria spre Scoția pentru a prelua tronul. La scurt timp după moartea tinerei regine Margareta, temându-se de un război civil între familiile Bruce și Balliol și a susținătorilor lor, Gardienii din Scoția au cerut de la regatul vecin din sud, Eduard I al Angliei să arbitreze pretendenții, în scopul de a evita un război. Eduard a văzut acest lucru ca pe o oportunitate pe care o aștepta de mult pentru a cuceri Scoția, la fel cum cucerise și Țara Galilor și să domnească peste toate insulele Britanice. În 1292, Eduard l-a ales pe Balliol, care a jurat credință monarhului englez. Nu după foarte mult timp, înainte ca Balliol să se răzvrătească împotriva lui Eduard, totul a dus la înfrângerea lui John și la forțarea de a abdica, după Bătălia de la Dunvar, în 1296.

## Ascensiunea la tron

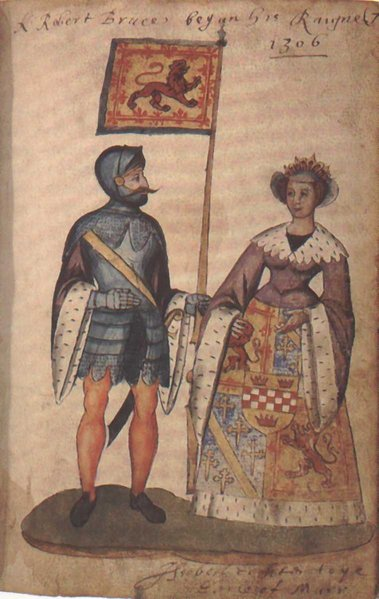
Robert Bruce și Isabella de Mar.

Odată cu abdicarea lui John Balliol, Scoția nu avea nici un monarh. Robert Bruce a jurat credință regelui Eduard la Berwick, însă a încălcat acest jurământ când s-a alăturat revoltei scoțiene în anul următor. În vara anului 1297, el a jurat din nou credință regelui, ceea ce este cunoscut acum sub numele de capitulare. Bruce pare să fi fost de partea scoțienilor în timpul bătăliei de pe podul Stirling, dar atunci când Eduard a revenit victorios în Anglia după bătălia de la Falkirk, teritoriile lui Bruce din Annandale și Carrick au fost scutite de titluri și au fost alocate urmașilor săi. Bruce era văzut ca un om de credință a cărui alianță încă mai putea fi câștigată.
Bruce și John Comyn (un rival al tronului) l-au urmat pe William Wallace ca Gardieni ai Scoției, însă rivalitatea lor a pus în pericol stabilitatea țării. A fost aranjată o întâlnire la briserica Greyfriars în Dumfries, pe teren neutru. Bruce l-a înjunghiat de Comyn în inimă și ca rezultat, a fost excomunicat de către Papa Clement al V-lea. Robert Bruce a fost încoronat la Scone, Pertshire în 1306. Robert a condus armata scoțiană în bătălia de la Bannockburn din 1314, unde armata engleza a fost înfrântă.
În 1334, Thomas Bruce, care pretindea că este rudă cu casa regală a lui Bruce, a organizat o revoltă în Kyle, împreună cu Robert Stewart (mai târziu Robert al II-lea al Scoției) împotriva englezilor.

## După Robert Bruce
Fiul lui Robert Bruce, David al II-lea al Scoției, a devenit rege la moartea tatălui său, în 1329. În 1346, în conformitate cu termenii alianței Auld, David a mărșăluit spre sud în Anglia, în interesul Franței, dar a fost învins în bătălia de la Neviille's Cross și întemnițat pe 17 octombrie a aceluiași an, rămânând în Anglia timp de 11 ani. Dadiv s-a întors în Scoția după negocierile unui tratat și a condus țara până la moartea sa neașteptată, în 1371, fără să aibă moștenitori. Linia de succesiune a trecut la Casa de Stewart.
Eduard Bruce a fost făcut comandantul Abației Kinloss și a fost numit judecător în 1597. A fost numit apoi Lord al Parlamentului cu titlul de Lord Kinloss în 1601. Eduard Bruce l-a însoțit pe James al VI-lea care pretindea tronul englez, în 1603. Ca rezultat, el a fost ulterior numit la biroul judiciar englez ca Maestru de Rolls. I s-a acordat un titlu de baron ca Lord Bruce de Kinloss în 1608. În 1633, fiul său, Thomas, a fost creat primul conte de Elgin. Când cel de-al IV-lea Conte a murit fără moștenitori, titlul a trecut la urmașii lui Sir George Bruce de Carnock, care deținea deja titlul de Conte de Kincardine, iar în 1747 cele două domenii au fost unite.
Thomas Bruce, al VII-lea conte de Elgin a fost un diplomat și ambasador al Imperiului Otoman între 1799 și 1803. El a cheltuit o mare parte din avere în operațiuni de salvare a sculpturilor din marmură din Panteonul de la Atena, care decădeau în ruină.

## Referinte
- Grant, James (1886). The Scottish Clans and Their Tartans. Edinburgh, Scotland: W. & A. K. Johnston Limited. p. 2.
- A. A. M. Duncan (2004). "de Brus, Robert (I), Lord of Annandale (d. 1142)". Oxford Dictionary of National Biography (Oxford University Press). ISBN 978-0-19-861411-1.
- Emma Cownie (2004). "Brus , Robert de (supp. d. 1094)". Oxford Dictionary of National Biography (Oxford University Press). ISBN 978-0-19-861411-1.
- Blakely, Ruth Margaret (2005). "Robert de Brus I:Founder of the Family". The Brus family in England and Scotland, 1100–1295. Woodbridge, UK: Boydell Press. pp. 8–27. ISBN 978-1-84383-152-5.
- Way, George; Squire, Romily (1994). Collins Scottish Clan Encyclopedia. (Foreword by The Rt Hon. The Earl of Elgin KT, Convenor, The Standing Council of Scottish Chiefs). Collins. pp. 82–83. ISBN 978-0-00-470547-7.